# 남양주거리

## 몽골울란바타르시의남양주거리

### 소개
1998년부터 남양주시와 울란바토르시가 다양한 교류 사업을 진행해왔고 2000년 4월 남양주시와 울란바타르시의 도시결연(교류협력)이 체결하고 1.2Km에 달하는 남양주거리가 조성되었다. 그로부터 꾸준한 협력사업이 진행되었고, 2018년 사막화 방지를 위해11,230주에 이르는 수목을 울란바토르시에 식재해 다산숲을 조성한 바 있다. 현재는 몽골 울란바토르시 국립공원에 다산숲을 조성, 관리하고 있으며,울란바토르시에서는 계속적으로 시민편의시설과 문화체육시설을 조성하고 관리할 예정이다.

### 남양주거리
울란바타르시 왼쪽(지도위치에서) 사거리에 위치해 있으며 그 길의 끝에는 몽골 제일의 나랑톨[직역하면 강에 부딧히는 여명-재래시장 사장이 처음 아들(나랑바타르)이름과 딸(톨)의 첫글자를 따서 시장이름을 지음] 재래시장이 위치해있다. 

### 남양주회관
남양주거리 한가운데 위치해 있으며 몽골에서 장학사업과 한국문화체험과 등을 운영하며 몽골사람들에게 한국의 문화를 알리는데 기여하고 있다.

### 남양주시 몽골 협력사업
남양주시와 몽골 울란바토르시는1998년 우호교류협약을 체결한 이후 행정·문화·경제 등 다양한 분야에서 활발한 교류를 진행하고 있다. 특히 남양주시는 몽골 울란바타르시에 국립공원내(다산숲), 남양주거리를 조성하고,남양주문화관을 건립하는 등의 사업을 추진해 양 도시의 협력관계를 공고히 했다.
그 밖에도 현재10개 국외 도시, 7개 국내 도시와 자매·우호 교류를 맺고 있으며,활발하고 다양한 국내외 교류사업을 하반기에 진행할 예정이다. https://www.nyj.go.kr/www/selectBbsNttView.do?key=2498&bbsNo=68&nttNo=432863